# 10.º arrondissement de Paris

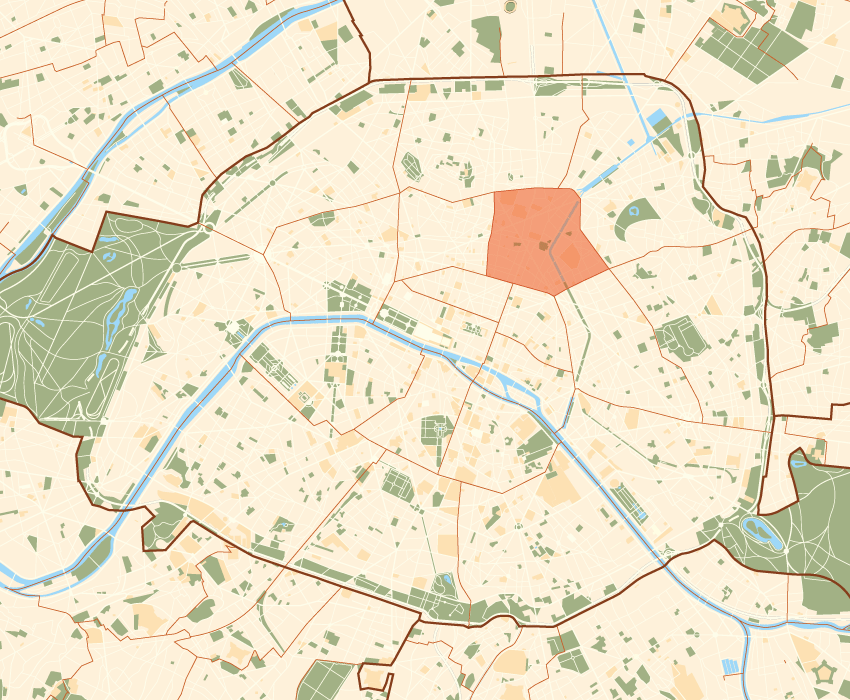
Mapa do 10.º arrondissement, assinalado a vermelho

O 10.º arrondissement de Paris é um dos 20 arrondissements de Paris, situado na margem direita do rio Sena.

## Bairros
1. Quartier Saint-Vincent-de-Paul
2. Quartier de la Porte-Saint-Denis
3. Quartier de la Porte-Saint-Martin
4. Quartier de l'Hôpital-Saint-Louis

## Demografia
Em 2010, a população era de 95 394 habitantes numa área de 289 hectares, com uma densidade de 33 008 hab./km².
| Ano (censo nacional)     | População | Densidade (hab./km²) |
| ------------------------ | --------- | -------------------- |
| 1881 (pico populacional) | 159 809   | 55 259               |
| 1962                     | 124 497   | 43 049               |
| 1968                     | 113 372   | 39 202               |
| 1975                     | 94 046    | 32 519               |
| 1982                     | 86 970    | 30 073               |
| 1990                     | 90 083    | 31 149               |
| 1999                     | 89 612    | 30 986               |
| 2006                     | 92 082    | 31 862               |
| 2010                     | 95 394    | 33 008               |